# シェフラー
シェフラー・テクノロジーズAG & Co. KG（Schaeffler Technologies AG & Co. KG）は、ドイツの自動車、航空機、ならびに工業的用途向けの軸受（ベアリング）メーカーである。シェフラー・グループ（ドイツ語: Schaeffler-Gruppe）とも呼ばれる。1946年にヴィルヘルム・シェフラーとゲオルク・シェフラーの兄弟によって創業された。
2008年8月、シェフラー社は競合するコンチネンタル社を120億ユーロで買収することに合意し、そによってシェフラー社は過半数の株式の取得を少なくとも2012年まで保留することとなった。しかしながら、2011年にシェフラー社は18億ユーロ相当のコンチネンタルの株式を売却した。2022年現在、シェフラー社はコンチネンタル株の46%を保有している。シェフラー・グループはINA、FAG、LuKブランドも所有している。
ドイツでは、シェフラー・グループの主要ブランドのINA、FAG、LuKはSchaeffler Technologies AG & Co. KGとLuK GmbH & Co. oHGによって販売されている。
シェフラーはインドに子会社のSchaeffler Indiaを持ち、同社はインド国立証券取引所とボンベイ証券取引所に上場している。

## 歴史
- 1883年 – シュヴァインフルトのフリードリヒ・フィッシャー（英語版）が鋼球を完全に丸い状態に研磨する機械を初めて設計した[8][9]。
- 1905年 – 7月29日にFAGブランドがベルリンの特許局に登録された。登録商標FAGは「Fischer's Automatische Gussstahlkugelfabrik（フィッシャーの自動鋳鋼球工場）」の頭字語である[10]。
- 1939年 – ユダヤ人が創業した織物会社Davistan AGの買収[11]。
- 1946年 – ヴィルヘルム・シェフラーとゲオルク・シェフラーの兄弟（両者とも博士号を持つ）がヘルツォーゲンアウラハでINAを創業した。
- 1949年 – ゲオルク・シェフラーが開発したニードルローラーケージで、工業応用向けの信頼性の高いニードルローラーベアリングが作られた。
- 1965年 – LuK Lamellen und Kupplungsbau GmbHがビュール（英語版）で創業された（INAも投資者）。
- 1999年 – INAがLuk GmbHを買収。
- 2002年 – シュヴァインフルトのFAG Kugelfischer AGを買収。
- 2003年 – INA、FAG、LuKによってシェフラー・グループが形成された。
- 2008年 – シェフラー・グループは規模のより大きなコンチネンタルAG（ドイツ）を買収。
- 2009年 – シェフラー・グループの会長・CEOのユルゲン・M・ガイシンガー（英語版）が世界ベアリング協会の会長に選出された[12]。
- 2011年 – シェフラー・グループがSchaeffler AGとSchaeffler Technologies AG & Co. KGになった。

## 第二次世界大戦
2008年のコンチネンタル買収中に、シェフラー社は、第二次世界大戦中にドイツ占領下のポーランドの工場で多数の奴隷労働者を利用したことを明らかにした。